# 改良
| ウィキペディアには「改良」という見出しの百科事典記事はありません（タイトルに「改良」を含むページの一覧/「改良」で始まるページの一覧）。 代わりにウィクショナリーのページ「改良」が役に立つかもしれません。 |